# Lydischer Schatz

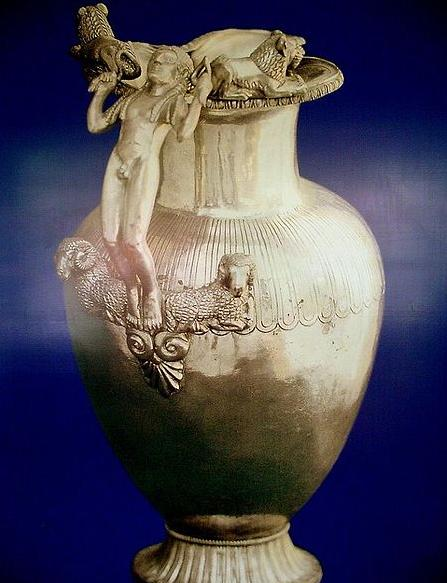
Goldener Krug

Der Lydische Schatz (auch „Schatz des Krösus“ oder „Krösus-Schatz“) ist ein archäologischer Fund von 432 lydischen Artefakten aus dem 6. Jahrhundert v. Chr. in der türkischen Provinz Uşak. Um das Konvolut entbrannte 1987 ein Streit zwischen der Republik Türkei und dem New Yorker Metropolitan Museum of Art. Die Objekte werden heute im 2018 fertiggestellten Uşak Arkeoloji Müzesi ausgestellt.
Auch wenn sich die Artefakte auf die Zeit des Krösus datieren lassen, ist umstritten, ob sich Objekte im Besitz des letzten lydischen Königs befanden.

## Entdeckung
Der wichtigste und wertvollste Teil des Schatzes stammt aus der Grabkammer einer lydischen Prinzessin, die bei illegalen Ausgrabungen von vier Bauern des Dorfes Güre entdeckt worden waren. Nachdem sie tagelang gegraben hatten und nicht in der Lage waren, das Marmormauerwerk der Kammer zu durchbrechen, sprengten sie am Morgen des 6. Juni 1966 den Eingang. Die Tote lag bestattet auf einem Bett, um sie herum 125 Schmuckobjekte aus Gold und Silber. Unter den Funden waren eine schwere goldene Halskette mit eichelförmigen Anhängern, ein Pektoral, Armbänder mit Löwenköpfen, silberne Schalen, ein silberner Krug mit dem Griff in Form einer menschlichen Figur sowie eine goldene Brosche in Form eines Hippokamps. Am Pferd mit Flügeln und Fischschwanz hängen drei Sätze Quasten mit je drei goldenen Zöpfen, wobei jeder Zopf in einer goldenen Kugel in Form eines Granatapfels endet.
Der aus diesem Grab geplünderte Schatz wurde in den Jahren 1966/67 durch weitere Funde derselben Männer in anderen Hügelgräbern der Region ergänzt.
Die Polizei erfuhr von dem Diebstahl und konnte 1966 einige der Gegenstände bergen und an türkische Museen übergeben. Doch die meisten Artefakte hatten das Land bereits verlassen. Die Plünderer verkauften ihren Fund an den türkischen Antiquitätenhändler Ali Bayırlar, der den Schatz an John J. Klejman, den Besitzer einer Kunstgalerie in der New Yorker Madison Avenue, und George Zacos, einen Schweizer Kunsthändler, verkaufte. Das Met kaufte die Objekte von 1966 bis 1970 für insgesamt 1,5 Mio. US-Dollar an.

## Streit und Rückgabe
Im Jahr 1970 besuchte der britische Sunday-Times-Reporter Peter Hopkirk den Cumhuriyet-Journalisten Özgen Acar in der Türkei und erzählte von einem archäologischen Fund, der aus der Türkei in die Vereinigten Staaten geschmuggelt worden sei. Anfang des Jahres hatten Journalisten des Boston Globe über einen Goldschatz geschrieben, den das Boston Museum of Fine Arts illegal erworben hatte und der aus der Türkei stammte. Die Tageszeitung berichtete außerdem von einem „lydischen Schatz“, den das Metropolitan Museum in New York erworben habe. Die türkische Regierung fragte daraufhin offiziell bei dem Museum an. Der Chefkurator des Museums bestritt den Ankauf, räumte aber ein, dass an den „Gerüchten ein Körnchen Wahrheit sein könnte“. Hopkirk wollte der Geschichte nachgehen, brauchte dafür aber einen Partner vor Ort und bot Acar an, die Geschichte zeitgleich gemeinsam zu veröffentlichen. Acar reiste nach Uşak, aber niemand wollte dort von einem Goldschatz gehört haben. Er besuchte auch das Met Museum, doch der zuständige Kurator Oscar White Muscarella versicherte, dass keine Artefakte aus der Region in der Sammlung seien. Die Recherchen waren damit in einer Sackgasse und die beiden Journalisten mussten aufgeben.
Acar recherchierte auf eigene Faust weiter. In den Jahren 1970 bis 1972 reiste er erneut in die Region und befragte die Bewohner vor Ort. Erst Ende der 1970er Jahre schnappte der Journalist in der Region Gerüchte von Grabungen in Hügelgräbern auf. Schon 1973 waren in New York neue Gerüchte aufgekommen, dass im Met Museum ein Schatz von über 200 Artefakten läge. Der Kunsthändler John J. Klejman habe die Objekte für 500.000 US-Dollar erworben und in den Jahren 1966 bis 1968 an das Metropolitan Museum verkauft. Auch die New York Post recherchierte und befragte den Kurator der griechischen und römischen Abteilung Dietrich von Bothmer. Der verwies an Klejman. Einige der Stücke aus der Sammlung waren im Vorjahr in einer Übersichtsausstellung gezeigt, aber nicht im Katalog veröffentlicht worden. Der Direktor des Met Thomas Hoving und von Bothmer glaubten, dass das Museum nicht verpflichtet sei festzustellen, ob die Gegenstände geplündert worden seien. Die Übernahme erfolgte vor dem UNESCO-Abkommen von 1970, das den Export und Transfer illegaler Kulturgüter verbot, und sowohl Klejman als auch das Museum rechtfertigten den Kauf nach den alten Regeln, nach denen Artefakte, deren Herkunft nicht ausdrücklich als illegal nachgewiesen worden war, als rechtmäßig angekauft galten.
Özgen Acar zog in den frühen 1980er Jahren nach New York, um dort für die türkische Zeitung Milliyet zu arbeiten und war später als freiberuflicher Journalist tätig. Als er im Jahr 1984 das Metropolitan Museum besuchte, entdeckte er 50 Objekte, die genau der Beschreibung des lydischen Schatzes entsprachen. Sie waren als „ostgriechischer Schatz“ bezeichnet. Acar flog erneut in die Türkei und recherchierte dort. 1986 veröffentlichte er eine Reihe von sieben Artikeln und machte seine Recherchen öffentlich. Er konnte nachweisen, dass das Museum den lydischen Schatz angekauft hatte.
Die Türkei drang nun auf eine Rückgabe der Artefakte. Da sich das Museum weiterhin weigerte, reichte die Republik Türkei am 29. Mai 1987 beim Bundesgericht in New York eine Klage gegen das Metropolitan Museum of Art ein. Das Museum argumentierte anfangs, der illegale Ankauf sei verjährt. Im Laufe der Verhandlung konnten die Anwälte der Türkei beweisen, dass die Schätze aus der Türkei geraubt worden waren. So passten Wandmalereien des Museums exakt in die Lücken der Gräber in Uşak. Plünderer konnten einzelne Objekte außerdem genau beschreiben, obwohl diese nie öffentlich zu sehen waren. Das Museum versuchte nun, eine gütliche Einigung zu erzielen und wollte zugeben, dass die Schätze illegal angekauft worden seien, wenn man die Objekt erst fünf Jahre in New York und dann fünf Jahre in der Türkei ausstellen würde. Die türkische Regierung lehnte jedoch ab. Schließlich musste das Museum eingestehen, dass es zum Zeitpunkt des Ankaufes wusste, dass die Artefakte gestohlen waren. Im September 1993 erklärte das Metropolitan Museum die Rückgabe der Funde.

## Diebstahl im Museum in Uşak
Nach der Rückkehr der Schätze in die Türkei wurden die Funde zwei Jahre im Museum für anatolische Zivilisationen in Ankara ausgestellt und dann in das alte Museum von Uşak gebracht. Mit der Beschlagnahme von weiteren Artefakten im Jahr 1998 und weiteren archäologischen Entdeckungen waren insgesamt 432 Objekte zusammengekommen.
Die Sammlung geriet im Mai 2006 erneut in die Schlagzeilen, als die Zeitung Milliyet behauptete, dass der goldene Hippokamp durch eine Fälschung ersetzt worden sei. Das Objekt sei wahrscheinlich zwischen März und August 2005 ausgetauscht worden.
Die Polizei untersuchte den Fall und bestätigte die Fälschung. Das Original wog 14,3 Gramm, das im Museum ausgestellte Objekt dagegen 23,5 Gramm. Verdächtigt wurde sofort der Museumsdirektor, der 2009 wegen Diebstahls und Unterschlagung zu 13 Jahren Haft verurteilt wurde. Die gestohlene Brosche tauchte 2012 in Deutschland auf und wurde an die Türkei übergeben.